# 콜린 도널
콜린 도널(영어: Colin Donnell, 1982년 10월 9일 ~ )은 미국의 배우이다. 드라마 《애로우: 어둠의 기사》(2012-20)의 토미 멀린 역으로 알려져 있다.

## 출연 작품

### 영화
- 모든 비밀스러운 것들 (2014)

### 텔레비전
- 애로우: 어둠의 기사 (2012-20)
- 디 어페어 (2014-15)
- 시카고 메드 (2015-19)